# Jean-Antoine Lépine
Jean-Antoine Lépine   (Challex, 18 de novembre de 1720 - París, 31 de maig de 1814), nascut com Jean-Antoine Depigny, va ser un influent rellotger francès i és considerat un dels millors. Va inventar el calibre que porta el seu nom i en el qual s'omet el fus i es substitueix la platina superior per diversos ponts. Això va permetre col·locar l'oscil·lador al mateix nivell del rodatge i no per sobre del mecanisme i, per tant, fabricar rellotges més prims. També va reivindicar la invenció de l'escapament de coma (Gross 1913).

## Inicis i nomenament de rellotger del rei
Des de la seva infància, el rellotger va mostrar una inclinació cap a la mecànica, començant la seva carrera i avançant ràpidament, en particular, sota la direcció del senyor Decroze, fabricant de rellotges Saconnex, als suburbis de Ginebra (Suïssa).
Es va traslladar a París el 1744 quan tenia 24 anys anys d'edat, fent d'aprenent d'André-Charles Caron (1698-1775), en aquell moment rellotger de Lluís XV. El 1756 es va casar amb la filla de Caron i es va relacionar amb ell, sota "Caron et Lépine", entre 1756 i 1769. No es coneixen rellotges amb una signatura Caron et Lépine o equivalent; pel que sembla, Lépine era independent fins a cert punt. Com que els primers rellotges no estaven numerats, és incert quan Lépine va començar a signar rellotges amb Lépine à Paris al moviment i parcialment L'Epine à Paris al dial.
El 12 de març de 1762 es va convertir en maître horloger (mestre rellotger) i probablement des d'aquest any va ser professor d'Abraham-Louis Breguet, amb qui va tenir una relació comercial durant molts anys. A l'arxiu Breguet es registren molts rellotges lliurats per Lépine. El 1765 o 1766 (no es coneix la data precisa) va ser nomenat Horloger du Roi (Rellotger del rei).
El 1766 va succeir Caron i va aparèixer a la llista de rellotgers de París d'aquell any com "Jean-Antoine Lépine, Hger du Roy, rue Saint Denis, place Saint Eustache". Deu anys després, el 1772, es va establir a la plaça Dauphine; el 1778-1779, Quai de l'Horloge du Palais; després al carrer dels Fossés Saint Germain l'Auxerrois, prop del Louvre, el 1781; i finalment a la 12a plaça dels Victoires el 1789. El 1782, la seva filla Pauline es va casar amb un dels seus treballadors, Claude-Pierre Raguet (1753-1810), amb qui va formar una associació el 1792.
També va estar associat durant un cert període amb el filòsof Voltaire, a la seva fàbrica de rellotges fundada el 1770 a Ferney. No se sap el paper exacte que va jugar a la Ferney Manufacture royale, ja sigui director tècnic i / o associat. Tanmateix, la majoria dels ebauches per als seus rellotges es van fer allà, almenys entre 1778 i 1782. Una memòria sense signar de 1784 informa que Lépine va romandre a Ferney durant 18 anys mesos i que hi feia moviments de rellotge amb un valor de 90.000 lliures a l'any. Com a rellotger de Lluís XV, Lluís XVI i Napoleó Bonaparte, les creacions de Lépine eren molt respectades.

## 1764/65: Invenció del revolucionari calibre Lépine
Al voltant de 1764/65, va idear un mitjà per fabricar un rellotge de butxaca que podia ser més prim, afavorint la recerca de més miniaturització. El seu disseny radical va trencar amb una tradició de 300 anys i va iniciar el rellotge de butxaca modern que va iniciar l’època de la precisió del cronometratge.
A més d’obrir el camí per a la fabricació de rellotges encara més prims, aquesta innovació es va adaptar fàcilment com a model bàsic per a la producció en massa de rellotges, un procés que s'havia d’iniciar al segle XIX. Fins a la dècada de 1840, els rellotges eren acabats a mà, de manera que les peces no eren intercanviables. Els suïssos, Leschot en particular, creien que hi havia un mercat de rellotges més barats i fabricats a màquina amb peces intercanviables. Rebutjant la incipient industrialització, la fabricació de rellotges francesos només va sobreviure convertint-se en un complement perifèric de la central suïssa de fabricació de rellotges, amb només uns quants cabotiers parisencs aïllats que encara fabricaven rellotges realment francesos amb moviments francesos.
La pràctica habitual al segle xviii era tenir el moviment entre dues plaques paral·leles i la roda d’equilibri fora de la placa superior. El calibre Lépine va descartar la placa superior del tot i va utilitzar galls individuals muntats en una sola placa. Aquesta disposició va facilitar el muntatge i la reparació dels rellotges de butxaca, però també va permetre fixar l'equilibri a un costat.
Essencialment, el "calibre Lépine" o "calibre à pont", va servir per reduir el gruix d'un rellotge. Per fer-ho, va canviar el marc tradicional amb dues plaques inferiors per una sola placa sobre la qual es fixa el tren amb ponts independents. També va treure el fusible i la seva cadena i després va començar a utilitzar la fuita del cilindre. També va inventar el barril flotant de la molla principal.
El calibre Lépine utilitza barres i ponts en lloc de pilars i plaques superiors. Com es va esmentar, el moviment no té cap fusible que iguali la potència motriu transmesa al tren, substituït en canvi per un barril en marxa per conduir el tren directament. Aquesta millora es va facilitar mitjançant l'ús de la fuita del cilindre i els ressorts millorats.
El calibre es va adoptar ràpidament a tota França i avui el seu disseny bàsic és el que caracteritza tots els rellotges mecànics. És important tenir en compte que el terme "Lépine" pot referir-se tant al mateix calibre com un tipus de rellotge de butxaca amb una caixa plana i oberta en què la segona roda es col·loca a l'eix de l'eix del bobinador i la corona posicionada a XII, en oposició al rellotge de savonete (o caixa de caçador) on la segona roda i eix del bobinador es col·loquen sobre eixos perpendiculars i la corona a III. Des de llavors, aquest disseny es coneix a la indústria del rellotge com a estil Lépine.
El treball de Lépine va influir profundament en tota la rellotgeria posterior, en particular Abraham Louis Breguet, que va utilitzar una versió modificada del "calibre ponts" per als seus rellotges ultra prims. De fet, excepte des del començament de la seva carrera, el famós i extremadament conegut Breguet va utilitzar gairebé sempre els calibres de Lépine i els va modificar. Juntament amb Ferdinand Berthoud Lépine era mestre de Breguet.

## Altres invents i millores
Al llarg de la seva carrera, Lépine va contribuir amb altres invents importants com ara:
- Va modificar l'escapament de Jean-André Lepaute. Gràcies a Jean Antoine Lépine, es faria servir durant uns vint anys aproximadament a França.
- Va inventar un nou mecanisme de repetició; el 1763 es va idear un mecanisme en el qual, en prémer el penjoll, s'enrotlla la molla que es repeteix i on es col·locaven els bastidors horaris i quarts directament sobre el torsor. El nou disseny va suposar una gran millora, eliminant la fràgil cadena de bobinatge. També va proporcionar al sistema una millor estabilitat i una disminució de la fricció, alhora que estalviava espai i simplificava el mecanisme. El Mémoire de l'Académie des Sciences de 1763, al capítol "Machines ou inventions approuvées par l'Académie en 1763", donava un informe molt favorable de la invenció de Lépine.[11][12] La idea, amb algunes modificacions, encara perdura avui en dia.
- Va inventar un sistema de donar corda que no necessita cap clau per fer-lo girar.
- El primer rellotger que va continuar estudiant i treballant el disseny estètic, en el sentit modern de la paraula, sobre els rellotges. Després d'ell ho va continuar Breguet, etc.
- També va ser el primer a utilitzar números aràbics en dials tant per hores com per minuts.
- A Lépine també se li atribueix la introducció de la configuració manual a la part posterior del rellotge i la caixa de caçador (o savonette) que cobreix completament una esfera amb el seu panell articulat amb ressort.
- Va desenvolupar una nova forma de caixa, à charnières perdues (amb frontisses ocultes) i un bisell fix. Com que aquests rellotges se'ls donava corda i es posaven en hora des de la part posterior, el moviment estava protegit de la pols mitjançant una caixa interior. Aquesta nova disposició tenia l’avantatge d’impedir l’accés des de la cara del dial, evitant així danyar el dial o les busques.
- Les busques en forma de poma aiguilles à pomme; les busques buides i de punta van ser utilitzades per primera vegada per Lépine. El 1783 Breguet va introduir una variació amb la "lluna" excèntrica, i aquestes són les més populars actualment, conegudes com a busques de Breguet.

## Llegat
El 1793-94, Lépine, quan els seus ulls cansats no el deixaven treballar més, va lliurar la "Maison Lépine" al seu gendre Claude-Pierre Raguet que s'havia associat el 1792 i quan va morir el 1810, el seu fill Alexandre Raguet-Lépine va continuar el negoci. Tanmateix, Jean-Antoine Lépine va continuar actiu a l'empresa fins que va morir, el 31 de maig de 1814, a la seva casa del carrer St. Anne de París. Va ser enterrat en una concessió temporal al cementiri de Père-Lachaise l'1 de juny de 1814.
El negoci es va vendre a Jean Paul Chapuy el 1815, donant feina al nebot de Lepine, Jacques Lépine (que va treballar des del 1814 fins al 1825), que havia estat nomenat rellotger del rei de Westfalia (Alemanya) el 1809. Més tard el 1827 fou venut a Deschamps, que fou succeït el 1832 per Fabre (Favre). El 1853 va passar a Boulay. 1885: Roux, gendre de Boulay. 1901: Ferdinand Verger. 1914: Darrera adquisició. 1919: Acció residual comprada per Louis Leroy. El negoci va continuar sempre amb el nom de Lépine.
Diversos rellotges Lepine s'exhibeixen als museus i palaus europeus, tan mateix els seus rellotges són dels millors de la història de la rellotgeria. Va tenir un paper important a l’hora de permetre’ns posar rellotges als canells.

## Associacions històriques
Lépine va ser patrocinat per figures destacades del seu temps, incloent la comtessa d'Artois i de Provença, molta aristocràcia francesa, així com la reialesa espanyola, britànica i sueca. A part de monarques, aristòcrates, burgeses, etc., tal va ser la popularitat del disseny de Lépine que George Washington, retirat com a president dels Estats Units, li va enviar aquesta carta:
| « | Dear Sir, I had the pleasure to receive by the last mail your letter dated the 12th of this month. I am much obliged by your offer of executing commissions for me in Europe, and shall take the liberty of charging you with one only. I wish to have a good gold watch procured for my own use; not a small, trifling, nor finically ornamented one, but a watch well executed in point of workmanship, and of about the size and kind of that which was procured by Mr. (Thomas) Jefferson for Mr. (James) Madison, which was large and flat. I imagine Mr. Jefferson can give you the best advice on the subject, as I am told this species of watches, which I have described, can be found cheaper and better fabricated in Paris than in London. (...)" Letter from George Washington to Gouverneur Morris. Mount Vernon, 28 November 1788. | » |

Traducció: Benvolgut senyor, he tingut el plaer de rebre pel darrer correu la vostra carta datada el 12 d'aquest mes. Estic molt obligat per la vostra oferta d'execució d'encàrrecs per a mi a Europa i em prendré la llibertat de cobrar-vos-en només un. Desitjo adquirir un bon rellotge d’or per al meu propi ús; no un petit, bagatela, ni finament ornamentat, sinó un rellotge ben executat en punt de vista de treball d'artesania, i aproximadament de la mida i el tipus que va adquirir el senyor (Thomas) Jefferson per al senyor (James) Madison, que era gros i pla. Imagino que el senyor Jefferson us pot donar els millors consells sobre el tema, ja que em diuen que aquesta espècie de rellotges, que he descrit, es pot trobar més barata i fabricada millor a París que a Londres. (. . .) " Carta de George Washington al Gouverneur Morris. Mount Vernon, 28 novembre de 1788.
George Washington, va rebre a través del seu emissari a París el rellotge de butxaca amb una nota on li deia:
| « | "Mr. Lépine (who) is at the Head of his Profession here, and in Consequence asks more for his Work than any Body else. I therefore waited on Mr. L'Epine and agreed with him for two Watches exactly alike, one of which be for you and the other for me". Gouverneur Morris in Paris 23 February 1789. | » |

Traducció: "El senyor Lépine (que) és aquí al capdavant de la seva professió i, en conseqüència, demana més pel seu treball que qualsevol altre. Per tant, vaig esperar al senyor Lépine i vaig acordar amb ell dos rellotges exactament iguals, un d'ells per a vos i l'altre per a mi ". Gouverneur Morris a París el 23 de febrer de 1789.